# Brun eukalyptuskrypare
Brun eukalyptuskrypare (Climacteris picumnus) är en fågel i familjen eukalyptuskrypare inom ordningen tättingar.

## Utseende och läte
Brun eukalyptuskrypare är en brunaktig fågel med ljust ögonbrynsstreck och ljusgrått på strupe och bröst. På den brunaktiga buken syns ljusgrå streck. I flykten uppvisar den ett brett beigefärgat vingband. Lätet är en högljudd och kort, upprepad vissling.

## Utbredning och systematik
Brun eukalyptuskrypare förekommer i östra Australien. Den delas in i tre underarter med följande utbredning:
- Climacteris picumnus melanotus – förekommer i nordöstra Queensland (södra Kap Yorkhalvön)
- Climacteris picumnus picumnus – förekommer från centrala och östra Queensland till centrala Victoria och östra South Australia
- Climacteris picumnus victoriae – förekommer i sydöstra Australien (sydöstra Queensland genom östra New South Wales till sydvästra Victoria)

### Släktskap
På grund av sina liknande vanor och utseende behandlades eukalyptuskrypare förr som en del av familjen trädkrypare. De är dock inte alls nära släkt. Medan trädkryparna på norra halvklotet står exempelvis nära nötväckor och gärdsmygar är eukalyptuskryparna systergrupp till lövsalsfåglarna och utgör tillsammans en helt egen och mycket gammal utvecklingslinje.

## Levnadssätt
Eukalyptuskrypare är små tättingar som intar samma nisch som norra halvklotets trädkrypare, men är inte alls nära släkt med dessa. Den klättrar uppför träd på jakt efter insekter och deras larver, men kan också ses sitta på grenstumpar och även födosöka på marken. Jämfört med vitstrupig eukalyptuskrypare hittas den i öppnare miljöer.

## Status och hot
Arten har ett stort utbredningsområde, men tros minska i antal, dock inte tillräckligt kraftigt för att den ska betraktas som hotad. Internationella naturvårdsunionen IUCN listar arten som livskraftig (LC).